# Our Mutual Friend
Our Mutual Friend (Nederlands: Onze wederzijdsche vriend) is een victoriaanse roman van Charles Dickens. Het verhaal geeft een scherp kritische kijk op de victoriaanse sociale verhoudingen en de positie van de werkersklasse. Inhoudelijk bestond het uit vier delen die eerst als feuilleton en later in boekvorm uitkwamen. Het werk werd geïllustreerd door Marcus Stone (1840-1921). Our Mutual Friend is de laatste roman die Charles Dickens kon afwerken voor zijn dood. De volgende roman, The Mystery of Edwin Drood, was onafgewerkt bij Dickens' overlijden op 9 juni 1870.

## Uitgaven
De feuilletonvorm was in 1836 ingevoerd voor The Pickwick Papers, op initiatief van Dickens' uitgevers, Edward Chapman en William Hall. Later vormden zij het uitgevershuis Chapman & Hall, dat Our Mutual Friend uitbracht. In de loop der jaren was de uitvoering van Dickens' feuilletons gestandaardiseerd: steeds circa 18 katernen van 32 bladzijden die in twee delen doorgenummerd waren, vooruitlopend op de boekuitgave. Elke aflevering kostte een shilling. De uitgave van Our Mutual Friend, dat inhoudelijk uit vier delen bestond, paste in dit stramien. De eerste tien katernen verschenen van mei 1864 tot februari 1865, waarna de eerste band uitkwam, met Book the First. The Cup and the Lip (nummers 1-5) en Book the Second. Birds of a Feather (nummers 6-10). Bij deel 11 begon de paginanummering weer bij 1. Van mei tot november 1865 verschenen Book the Third. A Long Lane (nummers 11-15) en Book the Fourth. A Turning (nummers 16-20). Deel 20 (met een nawoord) vormde samen met deel 19 een katern. Op het voltooide feuilleton volgde onmiddellijk de uitgave van de tweede band. 